# Щурците - 20 години по-късно
„Щурците – 20 години по-късно“ е български игрален филм (документален) от 1988 година, по сценарий и режисура на Панчо Цанков. Оператор е Андрей Чертов.

## Състав

### Актьорски състав
| Кирил Маричков                                                                                     |
| Петър Гюзелев                                                                                      |
| Владимир Тотев Георги Марков                                                                       |
| Веселин Кисьов Петър Цанков Константин Атанасов /Косьо Щуреца/ Борислав Панов /Боти/ Георги Минчев |

### Технически екип
| Сценарий и режисьор                                                                                                   | Панчо Цанков |
| Оператор | Андрей Чертов |
| Редактори | Юлиана Златкова Иво Драганов |
| Художник | Анастас Янакиев |
| Звукорежисьор | Иво Иванович |
| Монтаж | Теодора Вепшек |
| Директор на продукция                                                                                                 | Иван Абаджиев |
| Камера | Людмил Христов Христофор Калоянов |
| Асистенти | Евстати Тодоров Атанас Димитров Любен Рангелов Иво Атанасов Димитър Матев                                                                                     |
| Осветление | Георги Михайлов |
| Кран | Димитър Пиринчиев |
| Фотографи | Соня Мирчева Парсех Шубаралян |
| Цветен четец | Евгения Якимова |
| Комбинирани снимки | Борислав Икономов Нено Трифонов |
| Фотонабор | Димитър Гъркинов |
| Втори режисьор | Дочо Цветовски |
| Скриптър | Богдана Чушкова |
| Асистенти по монтажа                                                                                                  | Елена Сапунджиева Катерина Цонева Людмила Краева |
| Каскадьорска група при Студия за игрални филми „БОЯНА“ със ръководител                                                | Димитър Кехайов |
| Гардероб | Маргарита Узунова |
| Реквизит | Богомил Величков |
| Техници по запис | Цветан Кадийски Емил Герушин |
| Административна група                                                                                                 | Васил Ковачев Красимира Зимбилиева Жана Лазова |
| Записите на музиката са направени по време на концертите в зала „Универсада“ от 22 до 25.10.1987 г. от екип в състав: | Деян Тимнев Александър Коев Ивайло Янев Илия Кънчев Румен Замфиров                                                                                            |
| Смесването и обработката на концертните записи е извършено в студио №5 на НДК от екип в състав:                       | Ивайло Янев Тодор Джонев Стефан Стефанов Димитър Петков Павел Начев                                                                                           |
| Distributed by | БЪЛГАРСКА КИНЕМАТОГРАФИЯ Студия за научнопопулярни и документални филми „ВРЕМЕ“ Студия за игрални филми „БОЯНА“ Творчески колектив „ХЕМУС“ /Copyright © 1987/ |

## Песни във филма
- 1. Мускетарски марш
- 2. Конникът
- 3. Бяла тишина
- 4. Веселина
- 5. Звън
- 6. Песен без думи
- 7. Малкият светъл прозорец
- 8. Две следи
- 9. Вълшебен свят
- 10. Говори се за нещо
- 11. Песен за щурците
- 12. Кой е той
- 13. Хамлет
- 14. Рок в минало време
- 15. Стълбата
- 16. Среща
- 17. Помниш ли
- 18. Дванадесети век
- 19. Вкусът на времето
- 20. 20 години по-късно